# Торре-дель-Б'єрсо
Торре-дель-Б'єрсо (ісп. Torre del Bierzo) — муніципалітет в Іспанії, у складі автономної спільноти Кастилія-і-Леон, у провінції Леон. Населення — 2588 осіб (2010).
Муніципалітет розташований на відстані близько 330 км на північний захід від Мадрида, 60 км на захід від Леона.
На території муніципалітету розташовані такі населені пункти: (дані про населення за 2010 рік)
- Фонфрія: 36 осіб
- Ла-Гранха-де-Сан-Вісенте: 246 осіб
- Матавенеро-і-Пойбуено: 85 осіб
- Сан-Андрес-де-лас-Пуентес: 110 осіб
- Сан-Факундо: 42 особи
- Санта-Крус-де-Монтес: 127 осіб
- Санта-Маріна-де-Торре: 210 осіб
- Сантібаньєс-де-Монтес: 0 осіб
- Торре-дель-Б'єрсо: 761 особа
- Сересаль-де-Тремор: 1 особа
- Тремор-де-Абахо: 43 особи
- Альбарес-де-ла-Рібера: 531 особа
- Лас-Вентас-де-Альбарес: 396 осіб

## Демографія
Динаміка населення (INE ):